# 에레츠 이스라엘

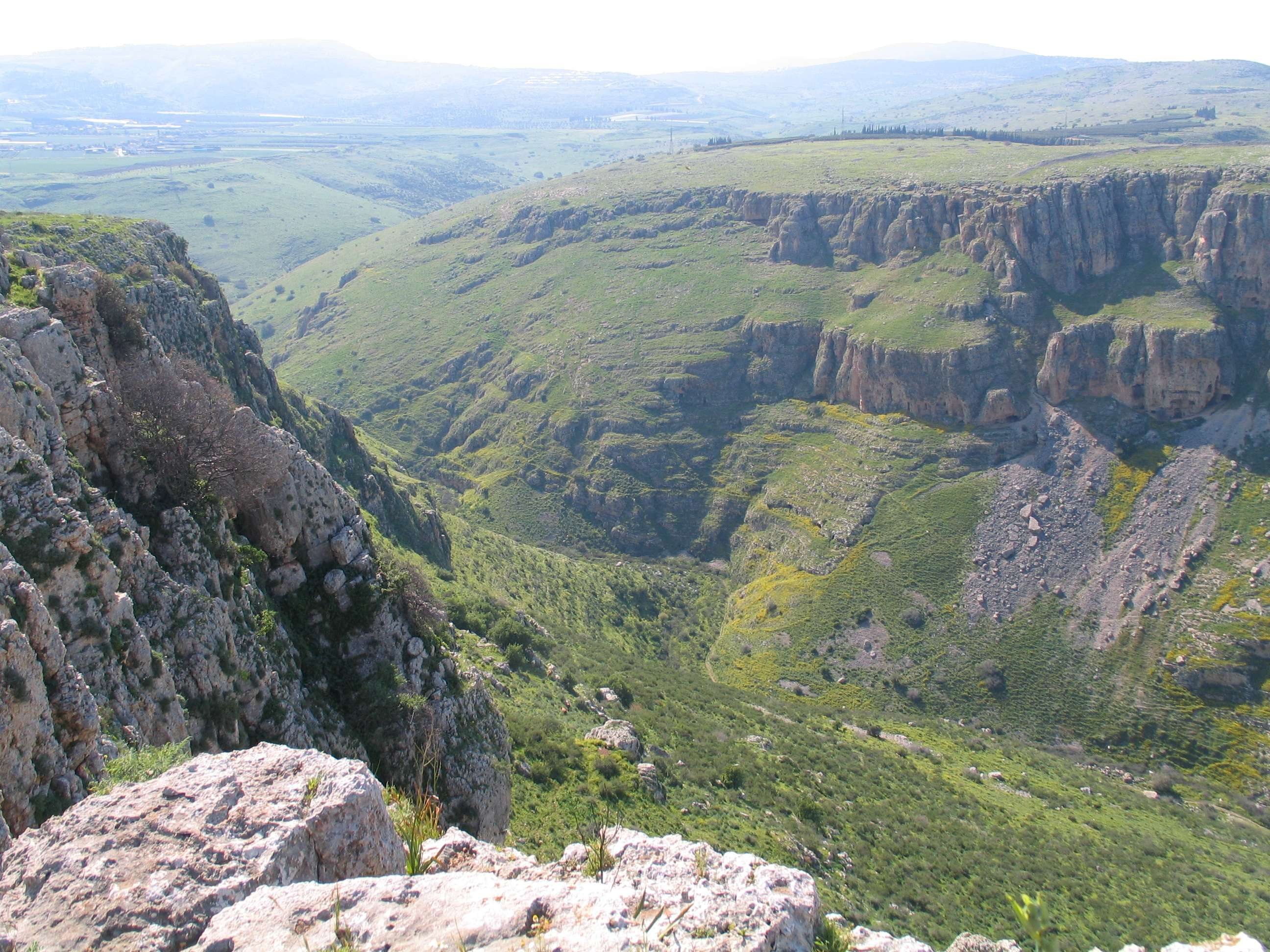

에레츠 이스라엘(히브리어: אֶרֶץ יִשְׂרָאֵל, ʼÉreṣ Yiśrāʼēl, Eretz Yisrael, The Land of Israel)은 "이스라엘의 땅"이라는 뜻으로 본래 이스라엘 사람들이 살던 땅으로 일컬어지는 곳이다.

## 같이 보기
- 이스라엘의 역사
- 팔레스타인의 역사